# Продайвода Георгій Трохимович
Гео́ргій Трохи́мович Продайво́да (*25 липня 1937, Митрофанівка (Новгородківський район)) — доктор фізико-математичних наук (1991), професор (1993), академік АН ВШ України.

## Біографічні відомості
Народився 27 липня 1937 в с. Митрофанівка, Кіровоградської області.
Доктор фізико-математичних наук (1991), професор (1993), академік АН ВШ України.
Фундатор наукової школи сейсмоакустики в Київському університеті. Науковий керівник науково-дослідної лабораторії «Теоретичної і прикладної геофізики»
В 1966 р. закінчив Київський державний університет ім. Т. Г. Шевченка — геологічний факультет, кафедру геофізичних методів пошуків та розвідки родовищ корисних копалин.
З 1966 р. працює в університеті на посадах: інженер, старший науковий співробітник, асистент, доцент, завідувач кафедри геофізики (1992–2002 рр.), професор кафедри геофізики.

## Наукові зацікавлення
Напрямки наукової діяльності: тензорна петрофізика, математичне моделювання геофізичних параметрів, сейсмоакустика, нелінійна геофізика, фізика Землі, геофізика природних і техногенних катастроф.
Запропонував нову наукову парадигму геофізики.
Відкрив явища інваріантності та розщеплення фазових швидкостей пружних хвиль в гірських породах.
Розробив кристалохімічний метод визначення пружних постійних мінералів і інваріантно-поляризаційний метод визначення пружних постійних гірських порід, сейсмомінералогічний метод глибинного картування і моніторингу природних і техногенних процесів. Науковий керівник науково-технічної програми «Надра».
Заступник голови Спецради по захисту докторських дисертацій.
Розробив концепцію геофізичної освіти в Україні та нові навчальні курси:
- «Механіка суцільного середовища»,
- «Фізика Землі»,
- «Математичне моделювання геофізичних параметрів»,
- «Сейсмоакустика».

Автор 24 патентів і більше ніж 270 наукових праць.

## Праці
Підручники:
- «Теорія і задачі механіки суцільного середовища» (1998);
- «Математичне моделювання геофізичних параметрів» (1999);
- «Основи сейсмоакустики» (2001);
- «Акустика текстур гірських порід».

Разом з О. А. Трипільським підготував перший національний підручник «Сейсморозвідка» (2004).
Монографії:
- «Состав, физические свойства и вопросы петрогенеза новейших вулканических образований Армении» (1980), у співавторстві;
- «Геохимия, петрофизика и вопросы генезиса новейших вулканитов Советских Карпат» (1976), у співавторстві;
- «Анизотропия упругих свойств минералов и горных пород» (2002).

Академік АН Вищої школи України, академік-секретар Відділення наук про Землю цієї академії, дійсний член Нью-Йоркської АН США, голова Відділення EAGE при КНУТШ, член правління Асоціації геофізичних методів досліджень в свердловинах. Експерт Державного центру науково-технічної експертизи.

## Відзнаки і нагороди
Нагороджений Почесною Грамотою Кабінету Міністрів. Лауреат премії імені Тараса Шевченка
КНУ, академічної нагороди ім. Ярослава Мудрого і медалі ім. В. І. Лучицького.